# История почты и почтовых марок Пуэрто-Рико
История почты и почтовых марок Пуэрто-Рико охватывает развитие почтовой связи в Пуэрто-Рико, начиная с совместного выпуска Пуэрто-Рико и Кубой почтовых марок в 1856 году, и включает период колониальной зависимости этого острова в Вест-Индии от Испании (до 1898) и период владения США (с 1898). Вслед за выпуском почтовых марок последовали почтовые карточки и телеграфные марки, на смену которым пришли почтовые марки США (с 1900), которые находятся в почтовом обращении на острове и сегодня, поскольку его территория обслуживается Почтовой службой США.

## Развитие почты
История почты Пуэрто-Рико начинается в начале XIX века, когда остров находился во владении Испании. К сожалению, о том времени сведений практически не сохранилось из-за случившегося в здании островного главпочтамта в 1890 году пожара, уничтожившего все архивы, а также из-за того, что при эвакуации испанцев с острова в 1898 году были вывезены архивы за период с 1890 по 1898 год и также исчезли.
В 1889 году, во время испано-американской войны, США вторглись в Пуэрто-Рико и отобрали власть у испанцев. 15 марта 1899 года была создана самостоятельная почтовая служба под руководством США. Однако в соответствии с законом Форакера (Foraker Act) 1900 года почта Пуэрто-Рико перестала быть отдельным подчинённым США ведомством и влилась в почтовую систему США.
В настоящее время на острове в почтовом обращении находятся почтовые марки США.

## Выпуски почтовых марок

### Испанская колония

#### Первые марки

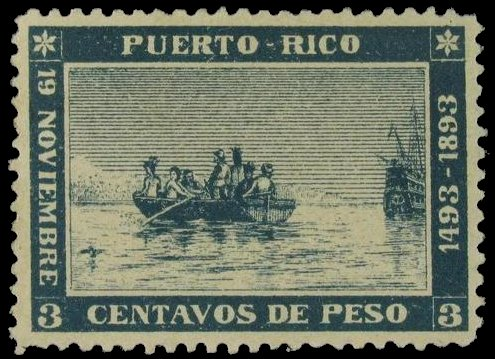
Прибытие Колумба в Пуэрто-Рико, испанский выпуск (1893)

Первыми почтовыми марками Пуэрто-Рико были совместные выпуски с Кубой, но они, в целом, не были в обращении в Пуэрто-Рико до 1856 года.
Первые собственные почтовые марки Пуэрто-Рико были эмитированы в 1873 году. Они представляли собой марки Кубы с надпечаткой контрольной надписи (автографа) губернатора Пуэрто-Рико. Серия состояла из трёх марок номиналом 25 и 50 сентаво и 1 песета. Негашеная серия оценивается по каталогу «Ивер» в 425 евро.

#### Последующие эмиссии
Марки, аналогичные первому выпуску, выходили вплоть до 1876 года. В период 1877—1898 годов в почтовом обращении на острове были почтовые марки с названием испанской колонии и портретом короля.
В 1893 году была издана коммеморативная марка в честь 400-летия прибытия Колумба в Пуэрто-Рико в 1493 году. В то время остров ещё был испанским владением. Это единственная пуэрто-риканская почтовая марка колониальной эпохи, на которой нет изображения испанского короля.
В целом на марках этого периода встречаются надписи на испанском языке: «Pto-Rico» и «Puerto-Rico» («Пуэрто-Рико»), «Correos» («Почта»).

### В составе США
В 1898 году после американской оккупации на первых, временных выпусках делалась надпечатка «Habilitado» («Разрешено»).
В 1899 году на почтовых марках США были сделаны надпечатки англизированного названия «PORTO RICO» («Пуэрто-Рико»), а позднее, в 1900 году, — «PUERTO RICO».
Начиная с 1900 года на смену маркам с надпечаткой пришли регулярные почтовые марки США. Всего за период с 1873 по 1900 год было эмитировано 180 почтовых марок Пуэрто-Рико.

## Другие виды почтовых марок

### Военно-налоговые
В 1898 году для Пуэрто-Рико были выпущены военно-налоговые марки. В общей сложности было эмитировано 15 подобных марок, на которых присутствовала надпись «Impuesto de Guerra» («Военный налог»).

### Доплатные
Для Пуэрто-Рико были изданы три доплатных марки.

### Телеграфные
В период 1871—1881 годов для Пуэрто-Рико был эмитирован ряд телеграфных марок. С 1882 года для оплаты телеграфных сборов использовались почтовые марки, которые обычно гасились проколом.
В 1886—1889 годах для муниципалитетов Пуэрто-Рико были выпущены несколько марок с надписью «TELEGRAFOS» («Телеграф») в рамках охвата телеграфной сетью новых населённых пунктов. Неясно, были ли это гербовые марки налога на телеграммы или оплаты сбора за отправку телеграфного сообщения, но известно не менее двадцати различных территорий, где были выпущены такие марки.

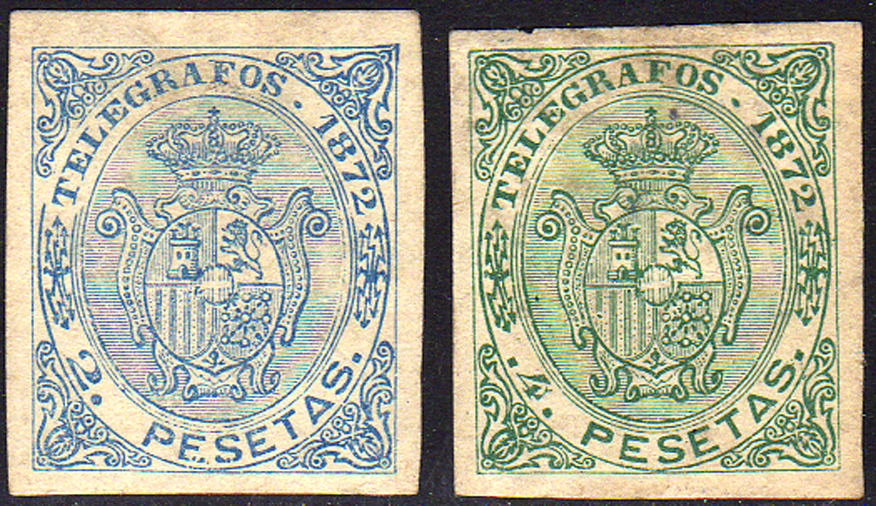
Телеграфные марки Пуэрто-Рико, выпуск 1872 года
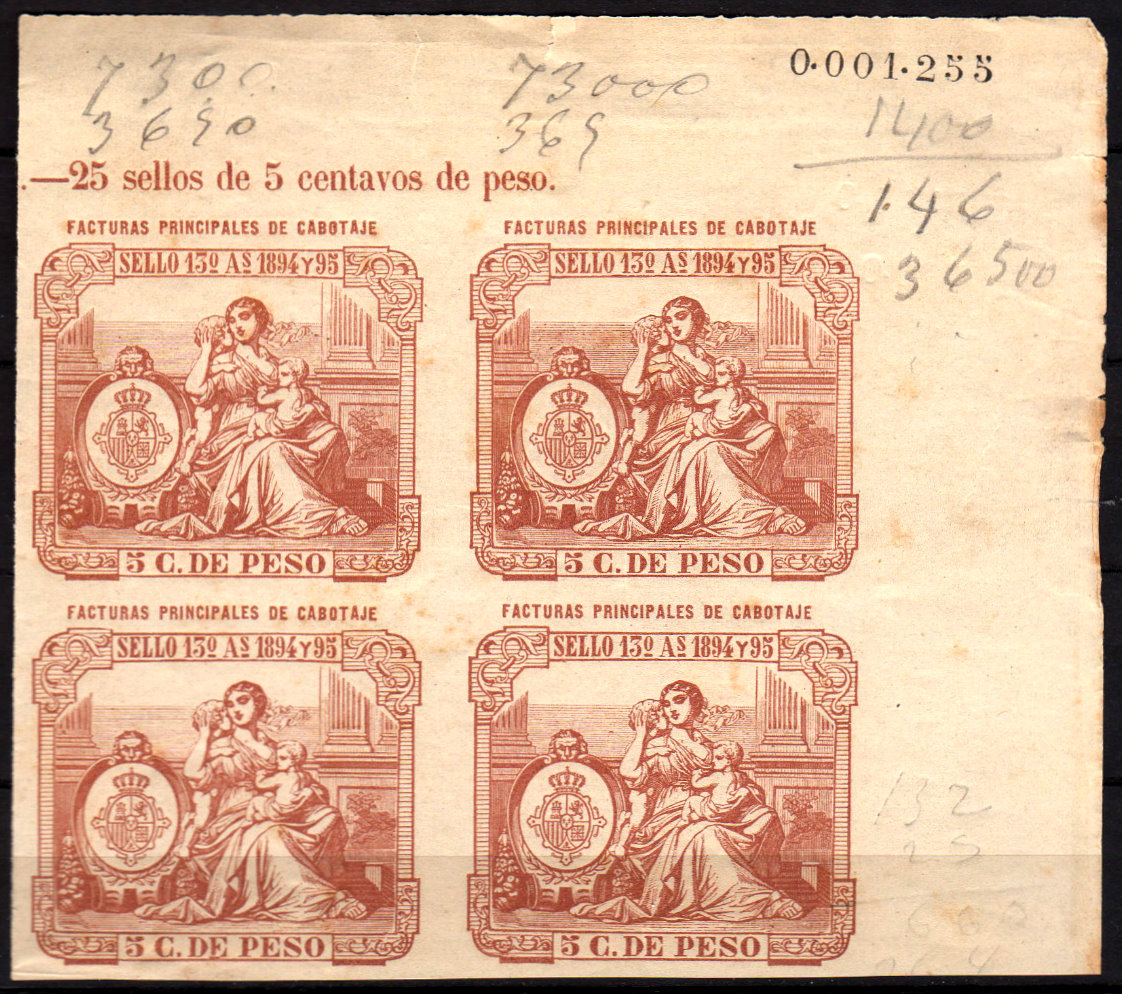
Угловой квартблок гербовых марок Пуэрто-Рико, выпуск 1894—1895 годов

## Местные выпуски
После успешной высадки войск США в заливе Гуаника на оккупированной территории генералом Уилсоном, назначенным её губернатором, была учреждена почтовая служба. Для её нужд в августе — сентябре 1898 года в пуэрто-риканских городах Понсе и Гуаяма в почтовом обращении находились местные выпуски. Марки номиналом 5 центов были напечатаны вручную (в Понсе) и типографским способом (в Гуаяме).
Выпуск Понсе представляет собой оттиск ручного штампа фиолетового цвета, который наносился на конверты. Точное число таких провизориев неизвестно, но, возможно, не превышает ста. Текст на марке: «Postages 5 cts. Correos» («Почта» на английском и испанском языке и номинал).
Выпуск Гуаямы представляет собой беззубцовую марку. Известны 4 её разновидности. Текст на марке: исп. «Correos 5 cts. Goamo» («Почта 5 центов Гоамо»). Всего было выпущено около 500 штук.

## Цельные вещи
Почтовые карточки для Пуэрто-Рико были напечатаны в Испании и присланы в колонию в 1878 году.
Впервые в распоряжении жителей Пуэрто-Рико появились маркированные конверты после установления власти США.
Аналогично почтовым маркам на почтовых карточках и маркированных конвертах США также были сделаны надпечатки слов «PORTO RICO», а затем — «PUERTO RICO» («Пуэрто-Рико»).